# 欲望 (東京スカパラダイスオーケストラのアルバム)
『欲望』（よくぼう）は、2012年11月14日、cutting edgeから発売された東京スカパラダイスオーケストラの17作目のオリジナル・アルバム。

## 概要
- 通常盤[1][2]と初回限定盤[3][4]の2形態で発売。
- 初回限定盤は12インチ･アナログジャケット仕様+EUツアー&EUレコーディング時の模様を収めたPHOTO BOOK同梱。
- レコーディングはロンドンとバルセロナ。中納良恵、ハナレグミ、デニス・ボーヴェルをゲストボーカルに迎えている。

## 収録曲

### CD
（全編曲：東京スカパラダイスオーケストラ）
1. 黄昏を遊ぶ猫
  - 作詞：谷中敦／作曲：川上つよし
  - Vocal：中納良恵
2. 非常線突破
  - 作曲：NARGO
3. Wild Cat
  - 作曲：沖祐市
4. 大したヤツ
  - 作曲：GAMO
5. Midnight Buddy
  - 作曲：茂木欣一
  - agitator：Dennis Bovell
6. Rushin' 
  - 作曲：川上つよし
7. (there's no)King Of The Ants
  - 作詞：谷中敦／作曲：NARGO
  - Vocal：Atsushi Yanaka & Dennis Bovell
8. Old Grand Dad
  - 作曲：沖祐市
9. 修行
  - 作曲：谷中敦
10. The Other Side Of The Moon
  - 作曲：加藤隆志
11. さすらいForever
  - 作曲：北原雅彦
12. SKAN-KAN
  - 作曲：Jacques Offenbach
13. 太陽と心臓
  - 作詞：谷中敦／作曲：沖祐市
  - Vocal：ハナレグミ